# 高田六郎

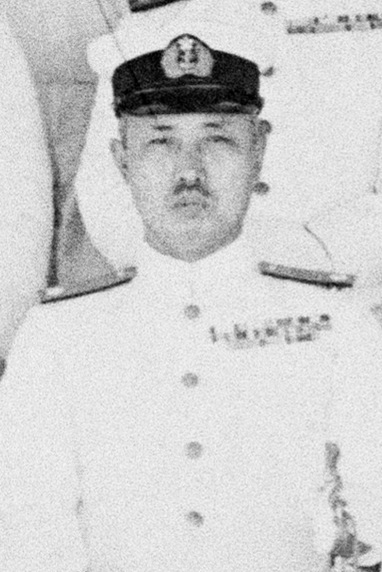

高田 六郎（たかた ろくろう、1887年（明治20年）4月7日 - 1943年（昭和18年）4月18日）は、日本の海軍軍人、医師。最終階級は海軍軍医中将。

## 履歴
1887年（明治20年）、茨城県に生まれる。旧制水戸中学を経て、1912年（大正元年）9月、千葉医学専門学校に入る。在学中海軍軍医学生になる。1916年（大正5年）5月、卒業。海軍少軍医となり、海軍軍医学校で乙種学生として学ぶ。
横須賀工廠医務部員、大井、球磨の各軍医長となり、呉病院、呉工廠勤務、1937年（昭和12年）海軍軍医大佐に進み、海軍兵学校軍医長兼教官となる。翌年支那方面艦隊兼第三艦隊軍医長に就任。広工廠医務部長、1940年（昭和15年）には呉病院第二部長兼消毒部長兼教官となり、1942年（昭和17年）10月には第一部長も兼務した。11月に海軍軍医少将に進み、間もなく連合艦隊軍医長に就任した。
翌1943年（昭和18年）4月連合艦隊司令長官山本五十六の前線視察に同行。山本と同じ一式陸攻に乗っていたためP-38ライトニング戦闘機に撃墜され戦死した（海軍甲事件）。戦死後、海軍軍医中将に特進した。